# Vancouver-Sud—Burnaby
Pour les articles homonymes, voir Vancouver (homonymie) et Burnaby (homonymie).
Vancouver-Sud—Burnaby est une ancienne circonscription électorale fédérale de la Colombie-Britannique, représentée de 1997 à 2004.
La circonscription de Vancouver-Sud—Burnaby est créée en 1996 avec des parties de Vancouver-Sud et de New Westminster—Burnaby. Abolie en 2003, elle est redistribuée parmi la nouvelle circonscription de Vancouver-Sud et les circonscriptions de Burnaby—New Westminster et de Burnaby—Douglas.

## Géographie
En 1996, la circonscription de Vancouver-Sud—Burnaby comprenait:
- Une partie de la ville de Vancouver, délimitée par la 49e avenue Est, la promenade Victoria, la 41e avenue Est et Ouest et la rue Cambie
- Une partie de la ville de Burnaby, délimitée par la rue Imperial, l'avenue Royal Oak, la Route transcanadienne, l'avenue Kensington, la route Canada Way, la rue Edmonds et la voie ferrée de la British Columbia Hydro.

## Député
1. 1997-2004 — Herb Dhaliwal, PLC

- PLC = Parti libéral du Canada